# Église Saint-Jean-Baptiste de Dići
Pour les articles homonymes, voir Église Saint-Jean-Baptiste.
L'église Saint-Jean-Baptiste de Dići (en serbe cyrillique : Црква Светог Јована Крститеља у Дићима ; en serbe latin : Crkva Svetog Jovana Krstitelja u Dićima) est une église orthodoxe serbe située à Dići, dans le district de Kolubara et dans la municipalité de Ljig en Serbie. Elle est inscrite sur la liste des monuments culturels protégés de la république de Serbie (identifiant no SK 965),,,.
La nécropole autour de l'église est également classée.

## Présentation

### L'église
Les vestiges d'une église médiévale et d'une nécropole ont été découverts en 1991. Les recherches ont permis de révéler une église massive à nef unique, précédée d'un narthex de style rascien, sans dôme central, qui a été construite à la fin du XIIIe siècle ou au début du XIVe siècle, et au plus tard dans les années 1330. L'église a été construite par le seigneur Vlgdrag, un čelnik du roi Stefan Uroš IV Dušan, qui voulait en faire son église-mausolée et où il a été enterré avec des membres de sa famille et des parents proches, ; ce seigneur n'est pas mentionné dans les sources historiques mais l'inscription sur la pierre tombale placée au-dessus de sa tombe dans la nef l'église évoque clairement son existence ; il doit avoir eu l'une des fonctions administratives les plus importantes de la zone minière de la région. Des fragments de fresques ont également été mis au jour. En plus de la pierre tombale du fondateur, 14 autres pierres tombales ont été trouvées dans l'église, ainsi qu'une plaque commémorative du fondateur, aujourd'hui conservée au musée national de Valjevo.
L'église est restée en activité jusqu'au milieu du XVe siècle ; elle a alors été négligée et a été détruite dans un incendie, sans être reconstruite. Cette chronologie est attestée par des objets en céramique et en métal et est étayée par la découverte de plusieurs pièces de monnaie datées entre 1371 et 1454 ; cette destruction du XVe siècle semble coïncider avec la prise de Smederevo par les Ottomans en 1459 et le moment où la Serbie passe sous la domination turque. quand de nombreux édifices religieux ont été dévastés dans la région de Rudnik.

#### Rénovation-reconstruction
Les murs découverts de l'église et les pierres tombales découverts en 1991 sont restés soumis aux aléas météorologiques pendant 20 ans et ont été envahis par les mauvaises herbes. À la demande des habitants de Dići, des travaux de rénovation ont été décidés ; ils ont débuté en 2012 et le ministère des Finances et de l'Économie a accepté de cofinancer le projet ; les travaux ont été achevés fin juillet 2014 : l'église a été reconstruite, couverte d'un toit, plâtrée, les fenêtres ont été installées, le sol de la nef a été bétonné et les murs du narthex ont été reconstruits. Dès l'automne 2013, une crypte a été construite où tous les ossements, qui avaient été étudiés au centre scientifique de Petnica et qui se trouvaient en dépôt à l'Institut pour la protection des monuments culturels de Valjevo, ont été déposés. À cette occasion, l'administrateur de l'éparchie de Žiča, l'évêque de Šumadija Jovan, a célébré un office commémoratif pour les fondateurs, le moine Nikola (le seigneur Vlgdrag) et la nonne Ana (la femme de Vlgdrag), et pour tous ceux qui sont enterrés dans l'église et à côté de l'église.

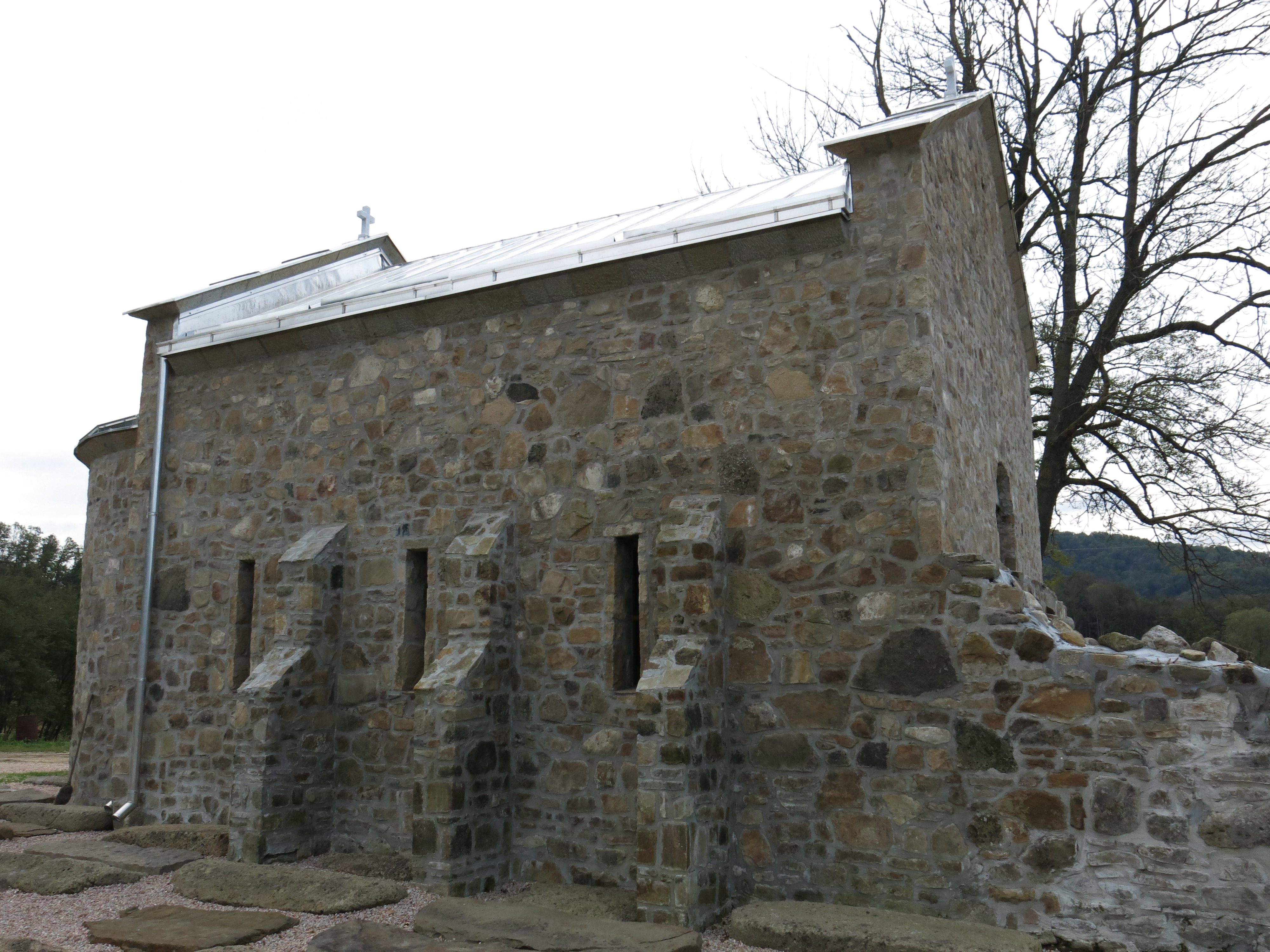
Autre vue de l'église
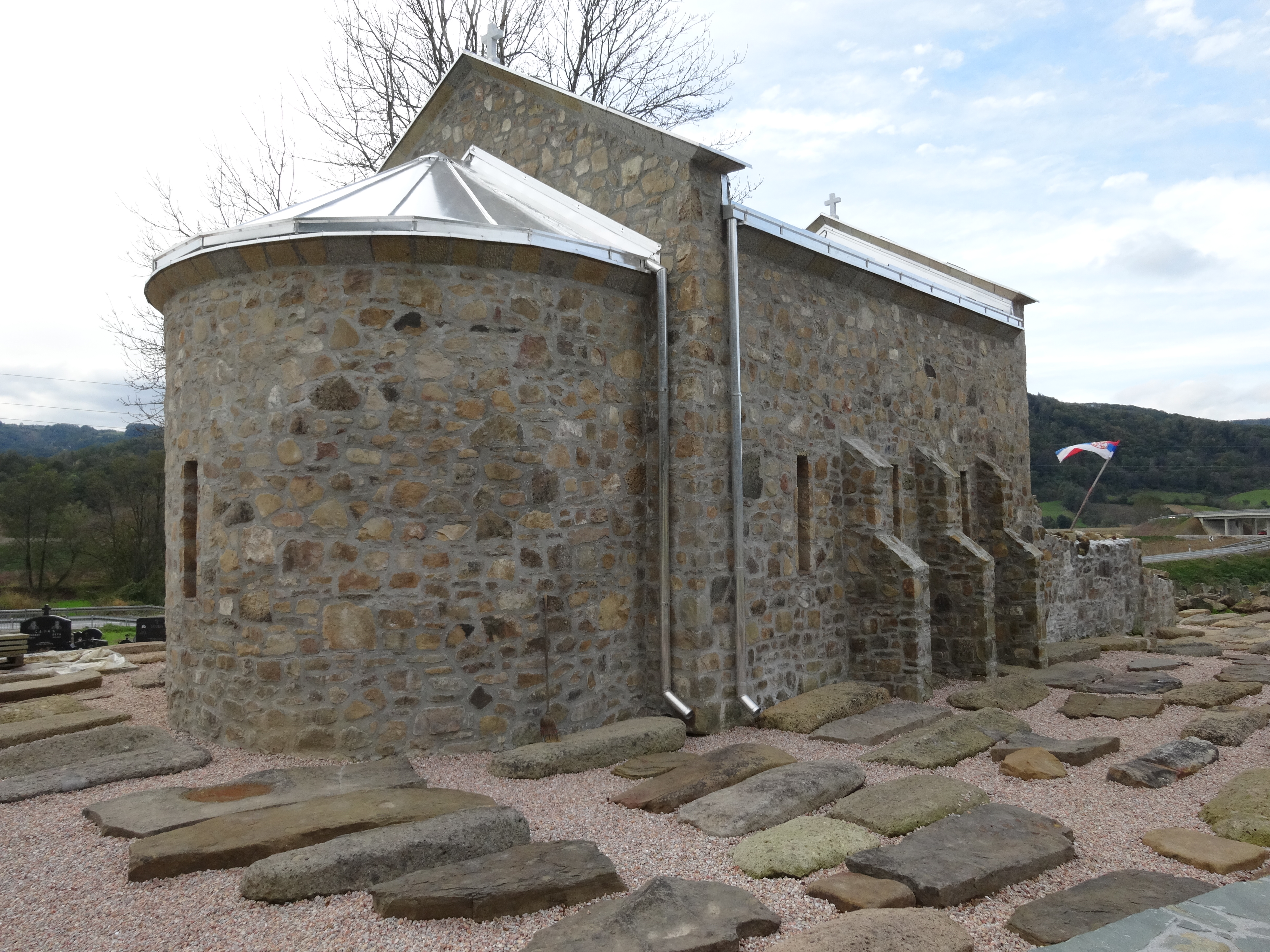
Autre vue de l'église
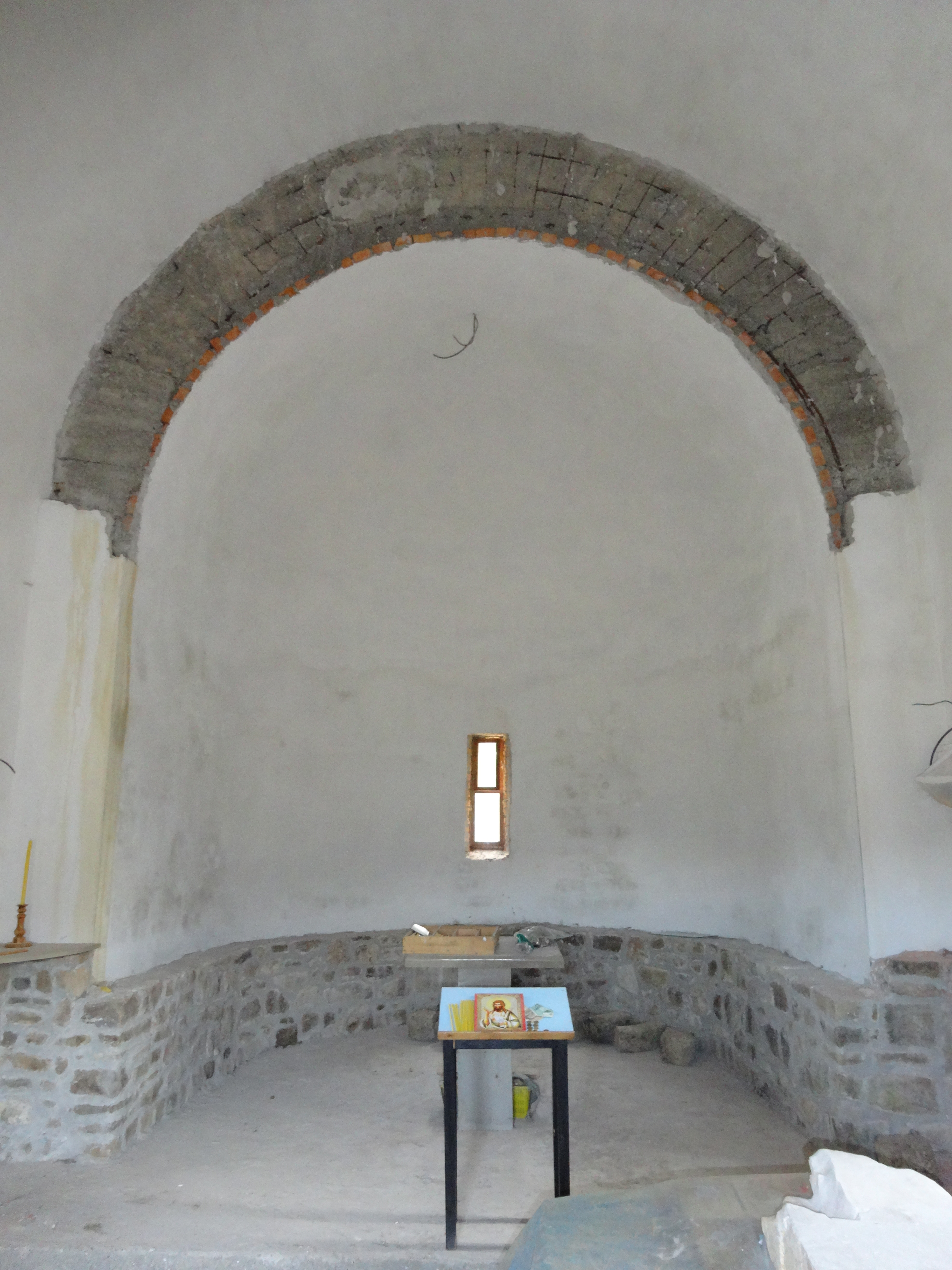
L'intérieur de l'église

### La nécropole
Une nécropole regroupant des dalles plates s'est formée autour de l'église ; avec 200 pierres tombales, c'est la plus grande nécropole du XIVe siècle. Ces dalles horizontales, généralement dépourvues d'inscriptions, présentent, pour certaines d'entre elles, des motifs ornementaux gravés très inhabituels.
L'inhumation dans cette nécropole a duré du XIVe au XVIIe siècle. Après cela, il y a eu une interruption de l'inhumation sur ce site jusqu'au début du XIXe siècle ; ces sépultures, situées à l'ouest de l'église, sont assez bien conservés et montrent les défunts dans des costumes folkloriques caractéristiques ; certains de leurs reliefs sont peints en bleu et rouge.
Lors de la reconstruction de l'église, des travaux de conservation sur les pierres tombales et de nouvelles fouilles ont été réalisés ; à cette occasion 47 nouvelles dalles ont été découvertes, dont deux avec des ornements qui n'avaient pas été rencontrés jusqu'alors.

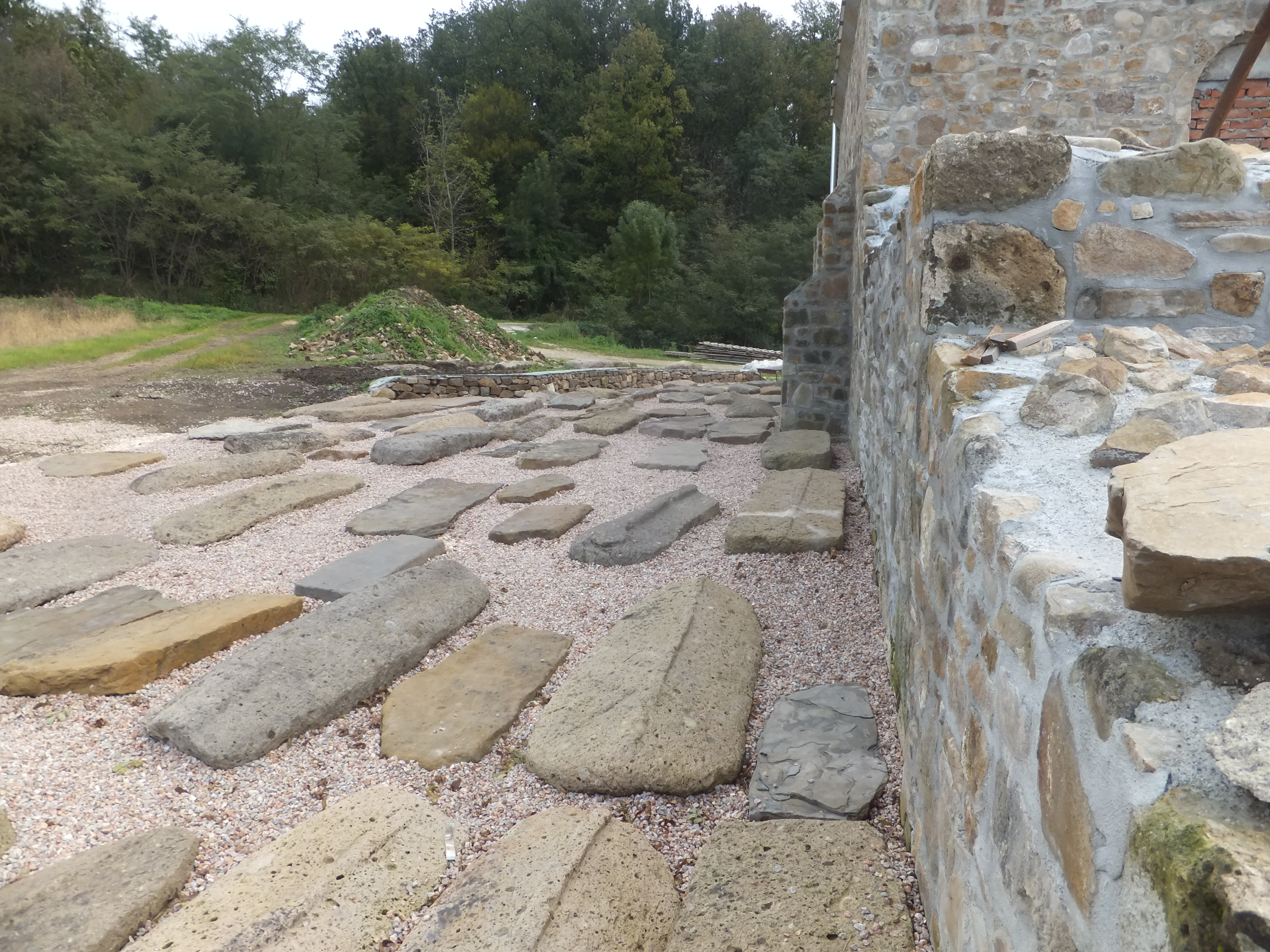
La nécropole
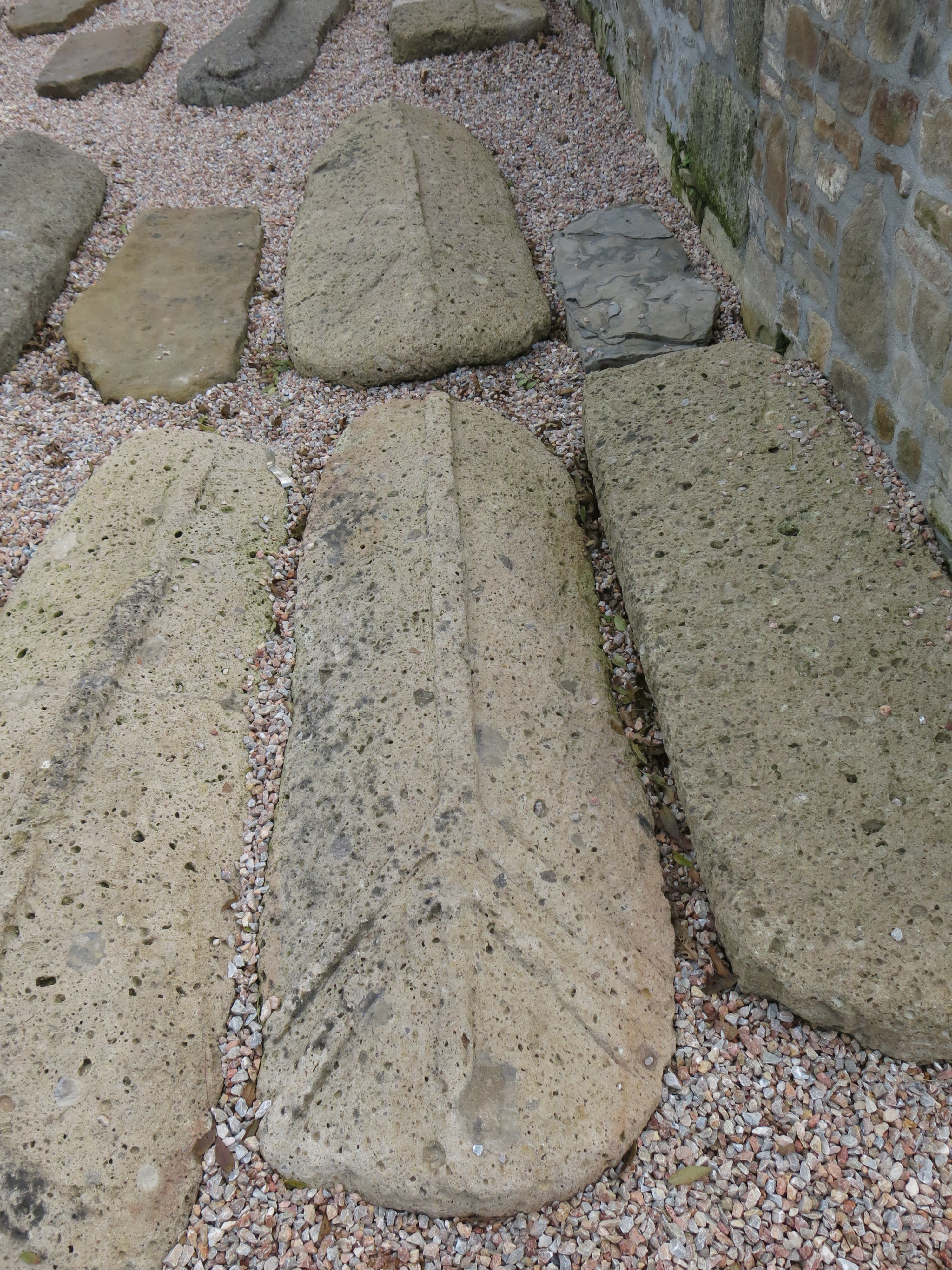
La nécropole
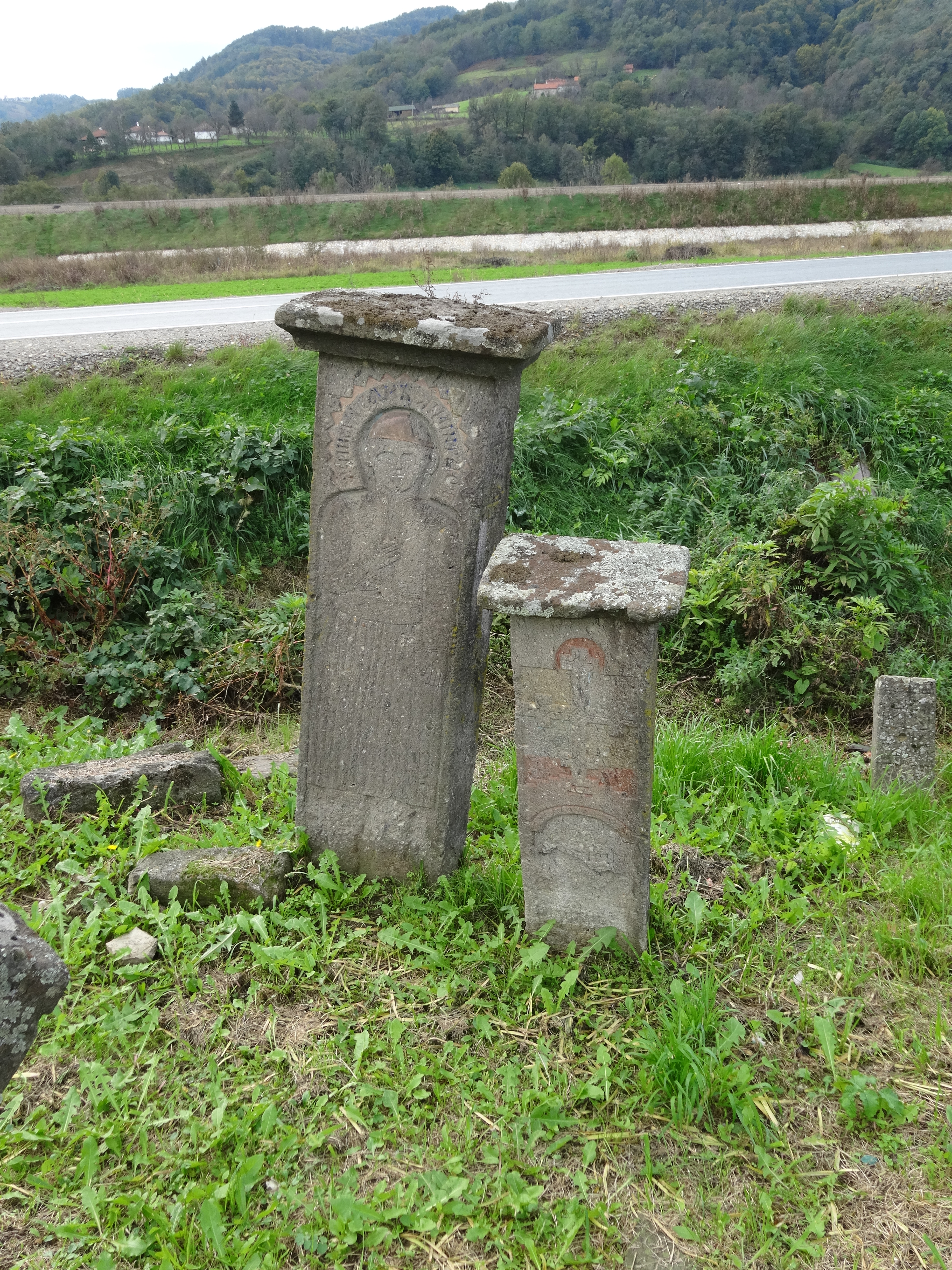
La nécropole
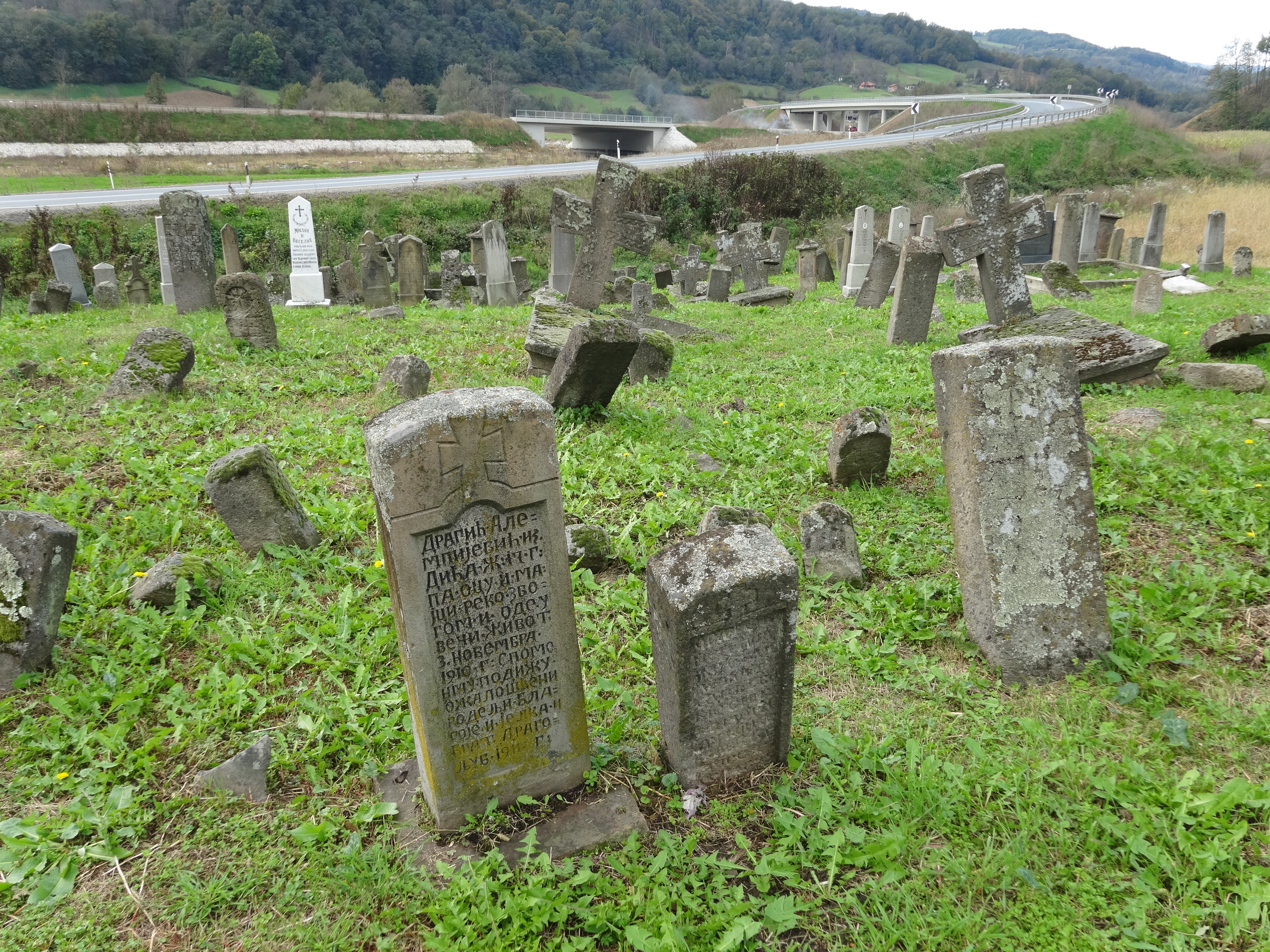
La nécropole